# Süddeutscher Postillon
Der Süddeutsche Postillon (zeitweise auch der Süd-Deutsche Postillon) war eine deutsche Satirezeitschrift, die 1882 in München von Louis Viereck und Max Kegel gegründet worden war und bis 1910 erschien. Als Verleger war Maximin Ernst tätig, der auch Lenins illegale Zeitschrift Iskra druckte.

## Profil
Der Süddeutsche Postillon gilt als „Proletarier“ unter den in München erscheinenden Satirezeitschriften.
Eduard Fuchs urteilte, dass sich seine Zeitschrift „vom ‚Wahren Jakob‘ durch eine wesentlich schärfere Tonart, durch eine energischere Pflege der politischen Satire“ unterscheide.

## Geschichte
Die Blütezeit der Zeitschrift lag in den Jahren 1892 bis 1901, als die Zeitschrift von Eduard Fuchs geleitet wurde. Sie blieb allerdings immer weniger erfolgreich als das Stuttgarter Konkurrenzblatt Der Wahre Jacob. Ursula E. Koch sprach auch vom „Stiefkind der SPD“.

## Leserschaft
Als Leser werden hauptsächlich erwachsene, politisierende Arbeiter in Bayern, Sachsen und Thüringen angenommen.